# Franck Fouquet
Pour les articles homonymes, voir Fouquet.
Franck Fouquet est un photographe français né le 28 décembre 1967 à Tours (France). Il fut tout d'abord juriste avant d'entamer une double carrière de photo-journaliste et de photographe animalier.

## Récompenses
Franck Fouquet a reçu de nombreuses récompenses, notamment le Prix Fuji en 1995 et le Grand Prix Hasselblad en 2000. 
En 2006, une de ses photos d’actualité réalisée pour Time Magazine et illustrant la révolution anti-syrienne au Liban, a reçu le Prix de la Fondation Mac Arthur aux États-Unis.